# Hypsoprora albopicta
Hypsoprora albopicta är en insektsart som beskrevs av William D. Funkhouser. Hypsoprora albopicta ingår i släktet Hypsoprora och familjen hornstritar. Inga underarter finns listade i Catalogue of Life.